# 첫사랑 (1982년 드라마)
《첫사랑》은 1982년 12월 18일에 방영된 TV문학관이다.

## 줄거리
1.4 후퇴 당시 북에서 내려와 부산에 정착한 순하(김진애)와 인하(정영숙)는 곽씨(주현)라는 사람의 도움으로 겨우 살아간다. 그러던 중 곽씨와 순하가 가까워져 결혼 이야기까지 오가지만 곽씨는 인하를 강제로 범한다. 이 광경을 우연히 목격한 순하는 충격을 받고 집을 뛰쳐나가는데...

## 출연
- 정영숙
- 이일웅
- 김진애
- 주현
- 유순철
- 안영주
- 김성겸
- 서승현
- 황범식
- 윤덕용
- 곽정희
- 박정웅
- 홍영자
- 박승규
- 이한승
- 조재훈
- 김은선
- 전광렬
- 차양희
- 임영식
- 김채연
- 이정훈
- 이성호